# Fryderyk III Habsburg

Herb Fryderyka III

Fryderyk III (ur. 21 września 1415 w Innsbrucku, zm. 19 sierpnia 1493 w Linz) – król Niemiec od 1440, cesarz rzymski od 1452, książę austriacki od 1457 (jako Fryderyk V), arcyksiążę od 1453, z dynastii Habsburgów. Był synem Ernesta Żelaznego, księcia Styrii, i Cymbarki mazowieckiej, córki Siemowita IV.

## Panowanie i polityka

### Początki
Gdy w 1424 roku zmarł Ernest Żelazny, Fryderyk miał zaledwie 9 lat, toteż samodzielną władzę w Styrii i Karyntii przejął dopiero w roku 1435.

### Panowanie w Niemczech
W 1440 Fryderyk, będący głową dominującego wówczas rodu Habsburgów i najstarszym krewnym Albrechta II, został cesarzem. W Niemczech cieszył się poparciem, wpływowej i niezmiernie bogatej, bankierskiej rodziny Fuggerów (w Polsce znanych jako Fukierowie). Zgodnie z interesem kupców popierał rozwój handlu. Uważał się za następcę Hohenstaufów; już samo imię miało go zobowiązywać do dążenia ku wielkości Fryderyków I i II. Odzyskał zagarnięte przez innych władców dobra Habsburgów w Szwabii, dążył do odegrania doniosłej roli w życiu Niemiec, przy jednoczesnym rozwoju dziedzicznych dominiów swojego rodu. W 1442 wydał konstytucję prawną Reformatio Friderici, która miała w jego zamyśle dać podstawy do reformy niemieckiego systemu prawnego.
Podczas zabiegów o rewindykację szwabskich posiadłości, w latach pierwszej wojny o Zurych (1440–1446), udzielił poparcia temu miastu, ale nie uchroniło to Fryderyka od utraty ziem w Szwajcarii. Próba ich odzyskania przy pomocy Karola Śmiałego księcia Burgundii zakończyła się klęską, a Szwajcaria zachowała niezależność.
Dążąc do uzyskania korony cesarskiej Fryderyk III musiał iść na ugodę z papieżem, który także szukał poparcia Niemiec po przezwyciężeniu wielkiej schizmy. W 1448 w Wiedniu zawarł konkordat z papieżem Mikołajem V, na mocy którego uznał nowego papieża a Kościół odzyskał wiele dawnych przywilejów w Niemczech, ale z drugiej strony król i książęta niemieccy utrzymali wpływ na wybór biskupów. Postanowienia tego konkordatu regulowały stosunki cesarsko-papieskie aż do upadku Świętego Cesarstwa Rzymskiego w 1806 roku. Zgodnie z zamierzeniem, dzięki uzyskanej w ten sposób przyjaźni z papieżem, Fryderyk mógł w 1452 koronować się na cesarza. Była to ostatnia koronacja cesarska, jaka odbyła się w Rzymie. Już jego następca odetnie się od związków z papiestwem i zaniecha ceremonii w wiecznym mieście.
Fryderyk III popierał Krzyżaków, był zwolennikiem likwidacji Związku Pruskiego i represjonowania jego przywódców, czym przyczynił się do wybuchu wojny trzynastoletniej (1454–1466) pomiędzy Polską a Zakonem. Wojna, wbrew nadziejom cesarza, zakończyła się polskim zwycięstwem i poddaniem państwa krzyżackiego feudalnemu zwierzchnictwu Korony polskiej (II pokój toruński w 1466). Fryderyk pozostał militarnie bierny wobec tego konfliktu.
Podczas panowania Fryderyka III, w 1471 Sejm Rzeszy w Ratyzbonie uchwalił zakaz prowadzenia wojen prywatnych, co miało zaprowadzić pokój wewnętrzny i bezpieczeństwo w Niemczech i ułatwić normalny rozwój gospodarczy kraju po chaosie epoki Luksemburgów. Nie udało się jednak tego postanowienia wyegzekwować, Niemcy nadal trwały w zamęcie walk pomiędzy książętami, miastami i innymi podmiotami politycznymi. W 1488 powstał Związek Szwabski, oddolna inicjatywa zrzeszająca książąt Rzeszy, rycerstwo i miasta regionu, której zadaniem było strzeżenie pokoju krajowego w południowych Niemczech.
W 1486 Fryderyk doprowadził do wyboru swojego syna, Maksymiliana, na króla Niemiec jeszcze za swojego życia (vivente imperatore), dzięki czemu zapewnił dynastii sukcesję na cesarskim tronie. Potomkowie Fryderyka będą kilkakrotnie korzystali z tej możliwości.

### Fryderyk III a Czechy i Węgry
Po wygaśnięciu dynastii Luksemburgów w 1438 roku królem czeskim, węgierskim i niemieckim został zięć Zygmunta Luksemburskiego, Albrecht II Habsburg (1438–1439) z albertyńskiej linii Habsburgów, który wkrótce po objęciu tronu zmarł. Jego syn Władysław V Pogrobowiec, urodzony już po śmierci ojca, został oddany pod opiekę właśnie Fryderykowi. W Czechach istniała silna opozycja przeciw rządom Habsburgów, co groziło wewnętrzną wojną. W 1448 Fryderyk mianował swoim namiestnikiem miejscowego magnata Jerzego z Podiebradów, przywódcę stronnictwa utrakwistów, który własnymi siłami opanował sytuację w kraju. Na Węgrzech Władysława uznała tylko część szlachty, większość opowiedziała się za królem Polski Władysławem III. Dopiero po śmierci tego ostatniego pod Warną w 1444 całe Węgry podporządkowały się Władysławowi V. Regencję objął jednak Jan Hunyady i Fryderyk nie miał wpływu na wydarzenia w tym państwie. W 1453 młody król został uznany za pełnoletniego i wyzwolił się spod protekcji cesarza.
Po śmierci Pogrobowca w 1457 roku w Czechach powołano na tron Jerzego z Podiebradów, natomiast na Węgrzech syna regenta, Macieja Korwina. Tymczasem w lutym 1459 część węgierskich magnatów, przeciwnych rządom Korwina, wybrało na króla właśnie Fryderyka, a ten najechał Węgry. W 1463 mający większe poparcie (głównie średniej szlachty) Korwin skłonił cesarza do ugody w Sopron, na mocy której Korwin zatrzymał tytuł króla węgierskiego, zaś Fryderyk prawa do objęcia władzy w razie bezpotomnej śmierci Korwina. W latach 70. Fryderyk popierał jednak Jagiellonów przeciwko Korwinowi, który w 1469 roku wystąpił przeciwko Jerzemu z Podiebradów i opanował także większość Czech. W latach 1482–1485 ten ostatni podbił Austrię, wypierając stopniowo siły cesarskie. Powrót Fryderyka do Austrii umożliwiła dopiero niespodziewana śmierć Macieja Korwina w 1490. Cesarzowi nigdy nie udało się opanować Czech i Węgier, Habsburgowie mieli odzyskać trony czeski i węgierski dopiero w 1526 roku.

### Polityka dynastyczna
Fryderyk III zapoczątkował szeroko zakrojoną politykę mariaży, która za panowania jego oraz jego syna doprowadziła ród do wielowiekowej potęgi. W 1452 poślubił Eleonorę Aviz, córkę Edwarda I Aviz (króla Portugalii), i Eleonory Aragońskiej. Miał z nią pięcioro dzieci, w tym późniejszego cesarza Maksymiliana, i Kunegundę, późniejszą księżnę bawarską.
W 1453 Fryderyk uprawomocnił uzurpowany przez jego kuzynów, władców Austrii tytuł arcyksiążąt, który miał rekompensować Habsburgom fakt, że Austria nie posiada praw elektorskich w Rzeszy. Rodzina Habsburgów nieoficjalnie używa tego tytułu po dziś dzień. W 1457 zmarł Władysław Pogrobowiec i cesarz sam został arcyksięciem austriackim. Tym sposobem dobra linii styryjskiej i albertyńskiej zostały skupione w rękach jednego dziedzica.
W 1439 został opiekunem małoletniego kuzyna, hrabiego Tyrolu Zygmunta Habsburga. Gdy ten osiągnął pełnoletniość, Fryderyk nie śpieszył z daniem mu wolności i władzy. Musiał to jednak uczynić w 1446 pod naciskiem stanów Tyrolu. Kiepskie rządy rozrzutnego hrabiego z czasem wywołały zniechęcenie społeczeństwa. W 1490 Fryderyk, mając poparcie stanów tyrolskich, zmusił Zygmunta do zrzeczenia się włości na rzecz Maksymiliana, co zakończyło proces jednoczenia posiadłości habsburskich.
Fryderyk skutecznie przeciwdziałał próbom ekspansji księcia Burgundii Karola Śmiałego w Nadrenii. Władca burgundzki wziął w zastaw Alzację i hrabstwo Ferreti od zadłużonego Zygmunta Habsburga. Gdy ten ostatni z pomocą francuską spłacił zastaw, Karol odmówił wycofania się z Alzacji i doszło do wojny, wygranej przez Austriaków. W 1477, w toku rozmów pokojowych, Fryderyk III zaaranżował małżeństwo syna Maksymiliana z Marią, jedyną córką Karola. Jako że ten ostatni zmarł jeszcze w tym samym roku, Habsburgowie przejęli obszerne dobra na pograniczu niemiecko-francuskim, w tym przodujące w rozwoju ekonomicznym Niderlandy.
W 1487 Albrecht IV Wittelsbach, książę Bawarii, zajął kilka lenn cesarskich i zażądał ręki Kunegundy, córki cesarza. Habsburgowie, uwikłani w trudny konflikt o koronę węgierską, starali się uniknąć wojny i Fryderyk ugiął się przed żądaniami Albrechta. Ta słabość, podobnie jak nieumiejętność zaprowadzenia pokoju w Rzeszy, podważała autorytet cesarza wśród wasali i poddanych.
Bilans panowania Fryderyka jest niejednoznaczny. Z jednej strony wysuwał śmiałe projekty, które wyprzedzały ducha epoki i zapowiadały rozwiązania epoki nowożytnej, z drugiej brakowało mu energii i zręczności, aby je zrealizować. Nie potrafił sobie poradzić z problemami Niemiec, choć przynajmniej początkowo starał się im zaradzić. Bez wątpienia jest, obok swojego syna i następcy, głównym twórcą wielkiej potęgi Habsburgów i ich pierwszoplanowej roli w niemieckiej i europejskiej polityce.

## Genealogia
| Leopold III Habsburg 1) ur. 1 XI 1351 zm. 9 VII 1386 | Leopold III Habsburg 1) ur. 1 XI 1351 zm. 9 VII 1386 |                                        |                                        | Viridia Visconti ur. ok. 1352 zm. p. 11 III 1414 | Viridia Visconti ur. ok. 1352 zm. p. 11 III 1414 |  |  | Siemowit IV ur. ok. 1352 zm. styczeń 1426 | Siemowit IV ur. ok. 1352 zm. styczeń 1426 |                                                  |                                                  | Aleksandra Olgierdówna ur. po 1350 zm. 19 VI 1434 | Aleksandra Olgierdówna ur. po 1350 zm. 19 VI 1434 |
|                                                      |                                                      |                                        |                                        |                                                  |                                                  |  |  |                                           |                                           |                                                  |                                                  |                                                   |                                                   |
|                                                      |                                                      |                                        |                                        |                                                  |                                                  |  |  |                                           |                                           |                                                  |                                                  |                                                   |                                                   |
|                                                      |                                                      | Ernest Żelazny ur. 1377 zm. 10 VI 1424 | Ernest Żelazny ur. 1377 zm. 10 VI 1424 |                                                  |                                                  |  |  |                                           |                                           | Cymbarka mazowiecka ur. 1394/1397 zm. 28 IX 1429 | Cymbarka mazowiecka ur. 1394/1397 zm. 28 IX 1429 |                                                   |                                                   |
|                                                      |                                                      |                                        |                                        |                                                  |                                                  |  |  |                                           |                                           |                                                  |                                                  |                                                   |                                                   |
|                                                      |                                                      |                                        |                                        |                                                  |                                                  |  |  |                                           |                                           |                                                  |                                                  |                                                   |                                                   |
|                                                      |                                                      |                                        |                                        |                                                  |                                                  |  |  |                                           |                                           |                                                  |                                                  |                                                   |                                                   |

|                                                   |                                                   | Eleonora Aviz ur. 18 IX 1436 zm. 3 IX 1476 OO 16 III 1452 | Eleonora Aviz ur. 18 IX 1436 zm. 3 IX 1476 OO 16 III 1452 | Fryderyk III Habsburg ur. 21 IX 1415 zm. 19 VIII 1493 | Fryderyk III Habsburg ur. 21 IX 1415 zm. 19 VIII 1493 |                                                           |                                                           |                                             |                                             |
|                                                   |                                                   |                                                           |                                                           |                                                       |                                                       |                                                           |                                                           |                                             |                                             |
|                                                   |                                                   |                                                           |                                                           |                                                       |                                                       |                                                           |                                                           |                                             |                                             |
|                                                   |                                                   |                                                           |                                                           |                                                       |                                                       |                                                           |                                                           |                                             |                                             |
| Krzysztof Habsburg ur. 16 XI 1455 zm. 25 III 1456 | Krzysztof Habsburg ur. 16 XI 1455 zm. 25 III 1456 | Maksymilian I Habsburg ur. 22 III 1459 zm. 12 I 1519      | Maksymilian I Habsburg ur. 22 III 1459 zm. 12 I 1519      | Helena Habsburg ur. 3 XI 1460 zm. 27 II 1461          | Helena Habsburg ur. 3 XI 1460 zm. 27 II 1461          | Kunegunda Habsburżanka 2) ur. 16 III 1465 zm. 6 VIII 1520 | Kunegunda Habsburżanka 2) ur. 16 III 1465 zm. 6 VIII 1520 | Jan Habsburg ur. 9 VIII 1466 zm. 10 II 1467 | Jan Habsburg ur. 9 VIII 1466 zm. 10 II 1467 |

1. syn Albrechta II Kulawego, syna Albrechta I Habsburga
2. żona Albrechta IV Mądrego

Dane za:
- Richard Reifenscheid, Die Habsburger in Lebensbildern, von Rudolf I. bis Karl I., Verlag Hugendubel, Kreuzlingen 2000.
- M. Marek: Genealogy.eu.
- Data urodzenia Cymbarki za Wikipedią.